# Ropalosporaceae
Ropalosporaceae är en familj av lavar. Ropalosporaceae ingår i ordningen Teloschistales, klassen Lecanoromycetes, divisionen sporsäcksvampar och riket svampar.
|                 | Teloschistaceae               |
|                 |                               |
|                 | Physciaceae                   |
|                 |                               |
|                 | Megalosporaceae               |
|                 |                               |
|                 | Letrouitiaceae                |
|                 |                               |
| Ropalosporaceae | \| \| Ropalospora \| \| \| \| |
|                 | \| \| Ropalospora \| \| \| \| |
|                 | Caliciaceae                   |
|                 |                               |
|                 | Microcaliciaceae              |
|                 |                               |
|                 | Ropalospora                   |
|                 |                               |

|  | Ropalospora |
|  |             |